# 伊瓦采維奇區
伊瓦采維奇區（羅馬化：Ivatsevichskiy rayon）是白俄羅斯西南部布列斯特州的一個區，行政中心为伊瓦采維奇，面積2,998.11平方公里，2009年人口59,906，人口密度每平方公里20.02人。